# Dieter Speer
Dieter Speer (Legnica, 24 febbraio 1942) è un ex biatleta tedesco.

## Palmarès

### Olimpiadi invernali
- Bronzo a Sapporo 1972 nella staffetta 4x7,5 km.

### Mondiali
- Oro a Hämeenlinna 1971 nei 20 km individuali.
- Bronzo a Östersund 1970 nella staffetta 4x7,5 km.
- Bronzo a Lake Placid 1973 nella staffetta 4x7,5 km.